# Brett Cullen
Brett Cullen, właśc. Peter Brett Cullen (ur. 26 sierpnia 1956 w Houston) – amerykański aktor teatralny, telewizyjny i producent filmowy.

## Życiorys

### Wczesne lata
Urodził się w Houston w Teksasie jako syn pracującego na kierowniczym stanowisku w przemyśle naftowym Luciena Hugh Cullena i Catherine Cullen. W wieku 16 lat został surferem, jednak uderzył o skały i wyciągnięty z wody, odzyskał przytomność po ok. 20 minutach. Po ukończeniu szkoły średniej Madison High School w Houston w 1974 roku, podjął studia na University of Houston, gdzie jego talent aktorski odkrył Cecil Pickett. Przez cztery sezony był związany z prestiżowym Houston Shakespeare Festival.

### Kariera
Występował na scenie Asolo Theatre na Florydzie, a następnie trafił do telewizji w serialu-westernie Rodzina Chisholmów (The Chisholms, 1980), fantasy CBS Niesamowity Hulk (The Incredible Hulk, 1981) z Lou Ferrigno, sitcomie wojennym CBS M*A*S*H (1982) jako szeregowy Anthony McKegney, miniserialu ABC Ptaki ciernistych krzewów (The Thorn Birds, 1983), telefilmie ABC Harry’ego Winera Samotne bary, samotna kobieta (Single Bars, Single Women, 1984) z Shelley Hack i miniserialu CBS na podstawie powieści Judith Krantz Tylko Manhattan (I'll Take Manhattan, 1987).
Rola Dana Fixxa w operze mydlanej CBS Falcon Crest (1986-1988) przyniosła mu nominację do nagrody Soap Opera Digest. Po raz pierwszy zagrał na dużym ekranie w komedii Szkoła Stewardess (Stewardess School, 1986). Sławę wśród telewidzów zdobył także rolą Goodwina w serialu ABC Zagubieni (Lost, 2005–2008).
Jest żonaty z Michele Little. Mają córkę.

## Filmografia

### Filmy fabularne
- 1984: Samotne bary, samotna kobieta (Single Bars, Single Women, TV) jako Duane
- 1985: Midas Valley (TV) jako Brad Turner
- 1986: Samaritan: The Mitch Snyder Story (TV) jako Billy
- 1986: Szkoła stewardess (Stewardess School) jako Philo Henderson
- 1988: Zawodowiec (Dead Solid Perfect, HBO) jako Donny Smithern
- 1990: The Image (HBO) jako Malcolm Dundee
- 1991: Fatalne pchnięcie (By the Sword) jako Danny Gallagher
- 1992: Kuszenie losu (Where Sleeping Dogs Lie) jako John Whitney
- 1992: Zostawić normalność (Where Sleeping Dogs Lie) jako Kurt
- 1994: Wyatt Earp jako Saddle Tramp
- 1995: Miłosna rozgrywka (Something to Talk About) jako Jamie Johnson
- 1995: Apollo 13 jako William 'Bill' Pogue, CAPCOM
- 1996: Śmiercionośny słój (Killing Jar) jako Michael Sanford
- 1997: Levitation jako James
- 2000: Sezon rezerwowych (The Replacements) jako Eddie Martel
- 2003: Learning Curves jako Brad Sr.
- 2003: Parasol bezpieczeństwa (National Security) jako Heston
- 2006: Gang z boiska (Gridiron Gang) jako Frank Torrance
- 2007: Ghost Rider jako Barton Blaze
- 2007: Życie przed oczami (The Life Before Her Eyes) jako Paul McFee
- 2008: Brothel jako Avery
- 2008: Granice miłości (The Burning Plain) jako Robert
- 2010: The Runaways: Prawdziwa historia (The Runaways) jako Don Currie, tato Cherie
- 2011: Wkłucie (Puncture) jako Nathaniel Price
- 2011: Grabarz (Beneath the Darkness) jako sierżant Nickerson
- 2011: Monte Carlo jako Robert Kelly
- 2012: Czerwony świt (Red Dawn) jako Tom Eckert
- 2012: Mroczny Rycerz powstaje (The Dark Knight Rises) jako kongresmen
- 2012: Mama i ja (The Guilt Trip) jako Ben Graw
- 2013: 42 – Prawdziwa historia amerykańskiej legendy jako Clay Hopper
- 2015: The Last Rescue jako kapitan Beckett

### Seriale TV
- 1980: Rodzina Chisholmów (The Chisholms) jako Gideon Chisholm
- 1981: Niesamowity Hulk (The Incredible Hulk) jako Joe Dumming
- 1982: M*A*S*H jako Szeregowy Anthony McKegney
- 1983: Ptaki ciernistych krzewów (The Thorn Birds) jako Bob Cleary
- 1984: Eureka Stockade jako Charles Ross
- 1985: V jako Robert
- 1986-88: Falcon Crest jako Dan Fixx
- 1987: Tylko Manhattan (I'll Take Manhattan) jako Dennis Brady
- 1989: Opowieści z krypty (Tales from the Crypt) jako Ronnie Price
- 1989: Alfred Hitchcock przedstawia (Alfred Hitchcock Presents) jako Cooper
- 1989-90: Młodzi jeźdźcy (The Young Riders) jako szeryf Sam Cain
- 1992: Głuchy telefon (Grapevine) jako Ken
- 1994: Star Trek: Stacja kosmiczna jako Deral
- 1994: Diagnoza morderstwo (Diagnosis: Murder) jako Tim Rutland
- 1997: Ally McBeal jako profesor James Dawson
- 1997: A teraz Susan (Suddenly Susan) jako Adam
- 1998: Po tamtej stronie (The Outer Limits) jako John Martin
- 1998: Z Ziemi na Księżyc (From the Earth to the Moon) jako astronauta David Scott
- 2001: Strażnik Teksasu (Walker, Texas Ranger) jako Pete Drayton
- 2002: Bez śladu (Without a Trace) jako Greg Prichard
- 2003: Dowody zbrodni (Cold Case) jako Rob Deamer
- 2004–2005: Gotowe na wszystko (Desperate Housewives) jako Detektyw Burnett
- 2005: CSI: Kryminalne zagadki Miami (CSI: Miami) jako Michael Boland
- 2005: Detektyw Monk (Monk) jako James Duffy
- 2005–2008: Zagubieni (Lost) jako Goodwin
- 2005−2006: Prezydencki poker (The West Wing) jako Gubernator Ray Sullivan R-WV
- 2006: Agenci NCIS (Navy NCIS: Naval Criminal Investigative Service) jako kapitan Todd Gelfand
- 2006–2007: Brzydula Betty (Ugly Betty) jako Ted LeBeau
- 2007: Prywatna praktyka (Private Practice) jako Allan
- 2009–2012: Za wszelką cenę (Make It or Break It) jako Mark Keeler
- 2010: 90210 jako pan Sullivan
- 2011: Anatomia prawdy (Body of Proof) jako kpt. Perkins
- 2011: Castle jako Christian Dahl
- 2011–2016 Wybrani (Person of Interest) jako Nathan Ingram
- 2013 i 2015: Pokojówki z Beverly Hills (Devious Maids) jako Michael Stappord
- 2014–2015: Pod kopułą (Under the Dome) jako Don Barbara
- 2015: Stalker (serial telewizyjny) jako major Hayes
- 2015: CSI: Kryminalne zagadki Las Vegas (CSI: Crime Scene Investigation) jako John Nolan